# Cristòfol II de Dohna
Cristòfol II de Dohna -Christoph von Dohna (alemany) - (Morag, Polònia, 2 de juny de 1583 - Orange, 1 de juliol de 1637) fou un polític i acadèmic prussià, durant la Guerra dels Trenta Anys.

## Família
Fill d'Achaz I de Dohna-Carwinden (1533 - 1601) i de Bàrbara de Wernsdorff (1547 - 1607).; el 23 de març de 1620 es va casar amb Úrsula de Solms-Braunfels (1594 - 1657), filla de Joan Albert I de Solms-Braunfels (1563-1623) i d'Agnès de Sayn-Wittgenstein (1568-1617). Fruit d'aquest matrimoni nasqueren:
- Frederic (1621 - 1688), casat amb Esperança de Puy Montbrun-Ferrassierres (1638 - 1690).
- Cristià Albert (1621 - 1677), casat amb Sofia Dorotea de Brederode (1620 - 1678).
- Fabià Cristòfol (1622 - 1624).
- Enric (1624 - 1643).
- Elisabet Carlota (1625 - 1691), casada amb Otó de Limburg Bronckhorst (1620 - 1679.
- Enriqueta Amàlia (1626 - 1655), casada amb Fabià de Dohna (1617 - 1668).
- Caterina (1627 - 1697).
- Cristòfol (1628 - 1668), casat amb Anna Oxenstierna (1620 - 1690).
- Guillem (1629 - 1630).
- Sofia, nascuda i morta el 1631.
- Dirk (1632 - 1642).
- Lluïsa (1633 - 1690), casada amb Florens de Baylant (1638 - 1701).

## Biografia
Després d'un breu període de formació amb un tutor privat, va completar la seva educació a diverses universitats europees: La de Rostock el 1597, la d'Altdorf el 1598, la de Heidelberg el 1599, la de Siena el 1601, la de Perúgia el 1602, la de Ginebra el 1604, fins que el 1606 va tornar a la Universitat de Heidelberg.
Acabat el període de formació universitària, Cristòfol va entrar al servei del príncep Cristià I d'Anhalt-Bernburg. En morir l'elector Frederic IV del Palatinat el 1610, el va succeir amb només catorze anys el seu fill Frederic V del Palatinat. Aleshores, Cristià I va esdevenir un dels principals assessors i ja com a Canceller va exercir una gran influència sobre el jove elector. Per recomanació de Cristià I, membres de la família Dohna van adquirir un paper important a la Cort, de manera que Cristòfol n'esdevingué el Camarlenc el 1620.
Després del col·lapse de les polítiques de Frederic V i de l'ocupació dels seus territoris per les tropes imperials, va fugir a Küstrin i posteriorment es va traslladar a Spandau, on la seva dona hi tenia dret d'apanatge. Entre els anys 1624 i 1628 va mantenir una vida privada a les terres dels seus avantpassats a Carwinden. Però el 1628, es va veure obligat a fugir de nou amb motiu de la guerra entre Polònia i Suècia, i es va refugiar a Emden
A l'octubre de 1630, el príncep d'Orange Frederic Enric el nomena governador del Principat d'Orange, càrrec que va exercir fins a la seva mort.
A més de polític, a ser també un acadèmic rellevant especialitzat en les propietats curatives de les herbes naturals. De fet, va adoptar l'orenga com a element distintiu del seu emblema familiar. Com a home de lletres, va escriure poesia en alemany, en italià i en llatí. Va traduir diverses obres científiques, com ara de Petrus Ramus, De la milícia de Juli Cèsar, i d'Abraham Scultetus De curriculum vitae sue narratio apologetica